# イオン気仙沼店
イオン気仙沼店（イオンけせんぬまてん）は、宮城県気仙沼市赤岩舘下にあるイオングループ系列の総合スーパー (GMS)。
2011年3月11日に発生した東日本大震災において気仙沼市に押し寄せた2.8メートル の津波により被災し多大な被害を受けた。

## 沿革
- 1984年（昭和59年）8月30日 - ジャスコ運営の「ジャスコ気仙沼店」（旧店舗）として開店[5]。
- 1987年（昭和62年）7月 - 1階に映画館「ジャスコ気仙沼ファミリーシアター」（150席）が開業（1998年10月閉館[6]）。
- 1998年（平成10年）11月18日 - 気仙沼ショッピングセンターの核店舗として「ジャスコ気仙沼店」（新店舗）が開店[7]。
- 2001年（平成13年）8月21日 - ジャスコ株式会社がイオン株式会社に商号変更。
- 2008年（平成20年）
  - 8月21日 - イオン株式会社の純粋持株会社移行により、イオンリテール株式会社が小売事業部門を継承[8]。
  - 11月18日 - 開店10周年を迎える。
- 2011年（平成23年）
  - 3月1日 - GMS事業の再編に伴い、「イオン気仙沼店」へ店名変更。
  - 3月11日 - 東日本大震災の影響で店舗が地震や津波によって大規模な被害を襲う。一時期営業停止となる。
  - 4月1日 - 屋上部分での限定的な営業再開[9]。
  - 9月29日 - 津波による被災が深刻だった1階部分の営業再開。
  - 10月 - 全階層での営業再開。
- 2013年（平成25年）3月1日 - 大店立地法上の届出名を、気仙沼ショッピングセンターからイオン気仙沼店に変更[1]。
- 2018年（平成30年）11月18日 - 開店20周年を迎える。
- 2020年（令和2年）
  - 3月1日 - イオン東北株式会社発足に伴い、店舗の管理・運営および食品売場をイオン東北に移管[10]。
  - 4月1日 - 本店を含む全国のイオン直営売場での無料レジ袋配布終了[11]。
- 2021年（令和3年）9月1日 - イオン東北とイオンリテール東北事業本部の統合に伴い、衣料、住居余暇、H&BC各売場をイオン東北に移管[12]。

## 東日本大震災
災害発生時には店舗に津波が押し寄せたことで営業を中止したが、店舗そのものは避難場所、ヘリポート、物資集積所などとして被災直後から積極的に災害復旧支援に活用された。
2011年3月16日には緊急支援非政府組織 (NGO) 「シビックフォース」所属のヘリコプターが同店の広い屋上をヘリポートとして活用し、スウェーデンを中心に世界各国で展開する家具量販店のイケア（イケア・ジャパン）から提供された毛布や非常食などの救援物資を集積し、またその集積物資を別のNGOである「ピースウィンズ・ジャパン」が気仙沼市内の中学校に設置された避難所へ配給するなどヘリポート兼物資集積所として機能した。
災害活動支援の経緯
もともとイオングループはNGOと災害発生時に物資運搬などの協力を行う協力関係を築いており、東日本大震災以前では2004年に発生した新潟県中越地震でも前述のピースウィンズはイオングループ所属のジャスコ小千谷店駐車場に避難所を設置した過去があった。
本地震においてもイケアの担当者が災害支援目的で行政に支援物資の輸送先を尋ねたが行政の混乱のために輸送先がなかなか決定せず、イケアが行政対応を諦め複数のNGOに協力を求めたところピースウィンズが応答し、イオン気仙沼店が協力したものである。
地震発生時の店舗状況
地震発生直後、通用口に殺到し屋外へ逃れようとする従業員、買い物客らを店長が咄嗟の判断で店外屋上へ避難誘導し、地震発生わずか20分後に2.8メートルの津波が店舗へ到達した。
イオングループから気仙沼店への支援
2011年3月12日から同年4月3日にかけてイオングループ本社、本部、グループ企業から応援部隊を派遣し合計23社、延べ2,600名が現地で被災地店舗などの復旧・復興支援や店舗の販売再開に向けた応援作業、また従業員の安否確認作業に従事した。
営業再開
2011年4月1日には屋上駐車場に売り場を設置した「青空市場」として限定的に営業を再開、同年9月29日には1階部分の復旧と営業再開が完了、同年10月に全階層で営業再開となった。
復興後
災害復興支援活動の自社まとめとしてイオン気仙沼店はイオングループの本社、イオンディライトによる地震発生直後の社員たちの活動などを振り返る動画に従業員と共に登場、2015年2月中旬に公開されている。

## フロアとテナント

### フロア概要
核店舗のイオン気仙沼店と22の専門店で構成される。
| 階  | フロア概要                 |
| --- | -------------------------- |
| R階 | 屋上駐車場                 |
| 2階 | ファッションと子供のフロア |
| 1階 | 食品と暮らしのフロア       |

### 主なテナント
1階
- セリア（100円ショップ）
- マクドナルド（ファストフード） - 震災により閉店していたが、約10年振りに開店した[17]。
- ミスタードーナツ（ドーナツ）
- サーティーワンアイスクリーム（アイス）
- パン工場（ベーカリー）

2階
- ハニーズ（レディスファッション）
- モーリーファンタジー（アミューズメント）

※テナント情報は2025年3月時点
出店テナント全店の一覧、営業時間およびATMを設置している金融機関の詳細は公式サイト「イオン気仙沼店」を参照。

## アクセス

### 鉄道
- 気仙沼駅（JR東日本）から徒歩で約35分

### BRT（バス高速輸送システム）
- 東日本旅客鉄道（JR東日本）気仙沼市立病院駅から約15分。
  - 赤岩港駅、不動の沢駅から約18分。
  - 南気仙沼駅から約22分。

### 自動車
- 三陸沿岸道路 - 気仙沼港ICおよび気仙沼中央ICから約7分。

### 駐車場
1,045台分利用可能である。
| 施設駐車場     | 駐車台数 | 駐車可能時間 | 備考          |
| -------------- | -------- | ------------ | ------------- |
| 平面正面駐車場 | 448      | 5:00 - 21:30 |               |
| 平面西駐車場   | 309      | 5:00 - 21:30 |               |
| 屋上駐車場     | 288      | 8:30 - 21:30 | 高さ制限2.2ｍ |